# 14282 Cruijff
14282 Cruijff eller 2097 P-L är en asteroid i huvudbältet som upptäcktes den 24 september 1960 av den nederländsk-amerikanske astronomen Tom Gehrels och det nederländska astronomparet Ingrid van Houten-Groeneveld och Cornelis Johannes van Houten vid Palomarobservatoriet. Den är uppkallad efter den nederländske fotbollsspelaren Johan Cruijff.
Asteroiden har en diameter på ungefär 5 kilometer.